# Mimaletis paucialbata
Mimaletis paucialbata är en fjärilsart som beskrevs av Louis Beethoven Prout 1918. Mimaletis paucialbata ingår i släktet Mimaletis och familjen mätare. Inga underarter finns listade i Catalogue of Life.